# 성남혜
성남혜(1986년 5월 20일 ~ )는 대한민국 가수 겸 방송인이다. 전 천상여우 멤버로 활동했으며, 언론의 주목조차 받지 못하고 연예계에서 떠나야 했다. 'F컵녀'라 불리며, 아찔한 화보로 주목받고 있다.

## 학력
- 서울예술대학 뮤지컬 (휴학)

## 출연

### TV 프로그램
- 2009년 E!TV 《철퍼덕 하우스 2》
- 2009년 TvN 《화성인 바이러스》, 《화성인 X파일》
- 2006년 TvN 《리얼스토리 묘》

### 영화
- 2008년 《소년은 울지 않는다》

### CF
- 동서식품 맥심 라떼디또

## 천상여우의 참가곡
- Tonight
- 손들어도 GO